# Brookesia perarmata
Espèce
Synonymes
- Leandria perarmata Angel, 1933

Statut de conservation UICN

 EN B1ab(iii) : En danger
Statut CITES
Brookesia perarmata est une espèce de sauriens de la famille des Chamaeleonidae.

## Répartition
Cette espèce est endémique de la région de Melaky à Madagascar. Elle se rencontre dans le parc national et la réserve naturelle intégrale du Tsingy de Bemaraha.

## Description
Ce caméléon nain est de petite taille, diurne, et vit au sol ou sur les branches basses des forêts.

## Publication originale
- Angel, 1933 : Sur un genre Malgache nouveau, de la famille des Chamaeléontidés. Bulletin du Muséum national d'Histoire naturelle, Paris, vol. 5, no 6, p. 443-446 (texte intégral).